# Segurina
La segurina, també anomenada securina, és una proteïna encarregada de la unió dels cromosomes abans de la separació d'aquests, que actua durant l'anafase, abans de ser degradada pel complex apc-cdc20 ubiquitina ligasa.
La seva tasca consisteix a protegir la cohesina de la degradació que patirà a posteriori de mans de la separasa, inhibint a aquesta última. En l'anafase, l'APC/C (Complex Promotor d'Anafase) marca la segurina per la degradació. Quan aquesta és destruïda, la separasa entra en la seva forma activa degradant la cohesina que manté unides les cromàtides i així permet la seva separació cap a les cèl·lules filles.
Tanmateix durant la meiosi I, concretament al centómero durant l'anafase I, l'encarregada d'estabilitzar a la cohesina serà la shugoshina. Aquest fet és un dels motius que permet que es porti a terme la segregació independent dels cromosomes homòlegs.